# Сертар
Сертар (тиб. གསེར་ཐར།, Вайли: gser thar, тиб. пиньинь: Serthar) или Сэда (кит. упр. 色达, пиньинь Sèdá) — уезд Гардзе-Тибетского автономного округа провинции Сычуань (КНР). Правление уезда размещается в посёлке Серког.

## История
Уезд был образован в 1955 году.
В 1980 г. в уезде основана всемирно известная буддийская академия Ларунг-Гар. Из-за того, что вокруг академии быстро вырос многотысячный посёлок тибетских монахов, китайские власти начали принудительную депортацию его жителей, в то же время стимулируя как приток в уезд китайских поселенцев, так и рекламируя место как туристическую достопримечательность.

## Административное деление
Уезд делится на 3 посёлка и 14 волостей.